# ماثيو رايت (لاعب اتحاد الرغبي)
ماثيو رايت (بالإنجليزية: Mathew Wright)‏ هو لاعب اتحاد الرغبي نيوزيلندي، ولد في 3 مارس 1988 في Warkworth, New Zealand ‏ في نيوزيلندا.